# Lista de ministros da Juventude e do Desporto de Portugal

Bandeira de ministro de Portugal.

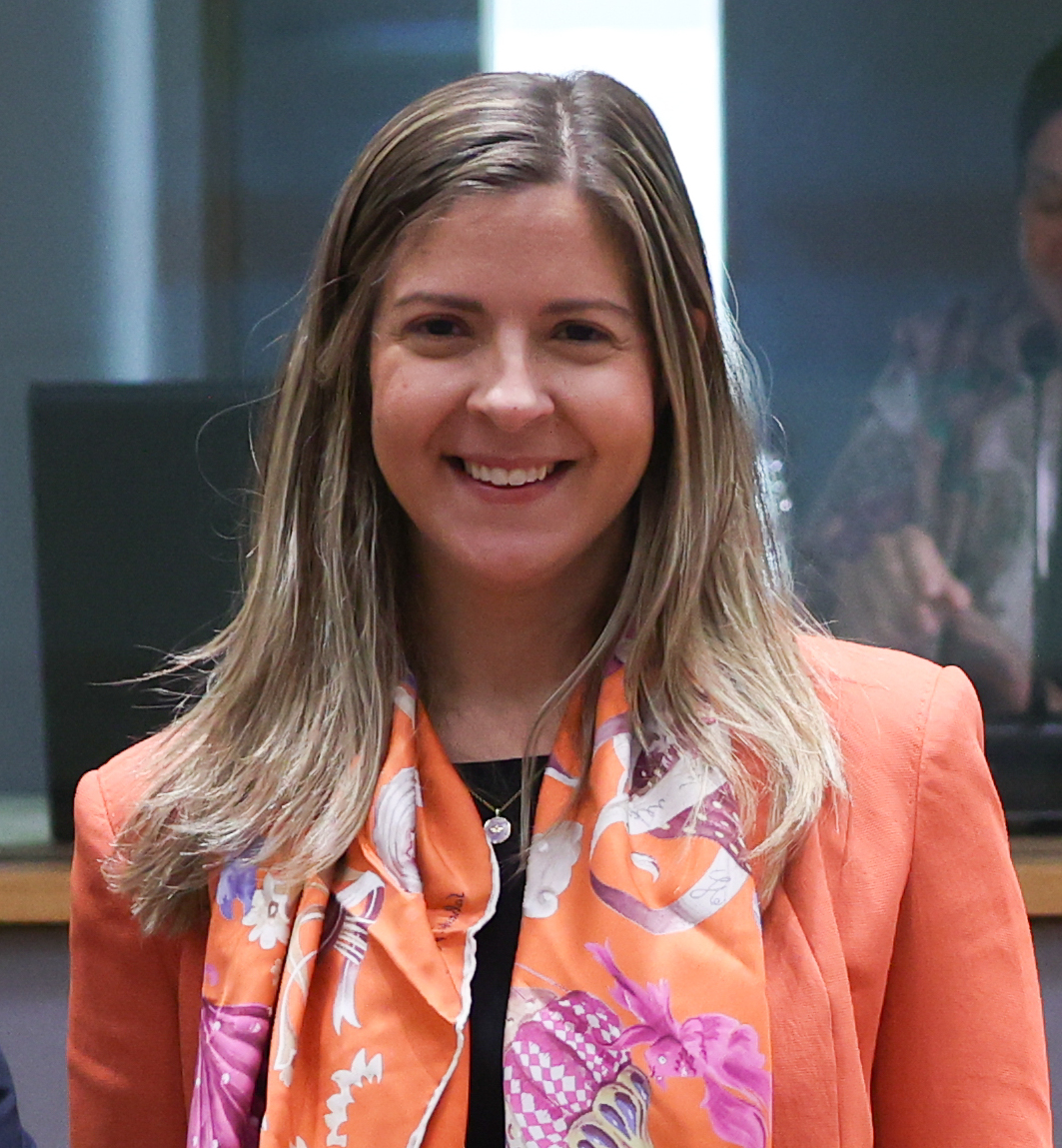
Margarida Balseiro Lopes, atual ministra da Cultura, Juventude e Desporto.

Esta é uma lista de ministros da Juventude e do Desporto em Portugal, entre a criação do cargo de Ministério da Juventude e do Desporto a 14 de setembro de 2000 e a extinção do Ministério da Juventude, Desporto e Reabilitação a 2 de dezembro de 2004.
A lista cobre o atual período democrático (1974–atualidade).

## Designação
Entre 1976 e a atualidade, o cargo de ministro da Juventude e/ou do Desporto teve as seguintes designações:
- Cargo inexistente — designação usada entre 19 de setembro de 1975 e 14 de setembro de 2000;
- Ministro da Juventude e do Desporto — designação usada entre 14 de setembro de 2000 e 6 de abril de 2002;
- Cargo inexistente — entre 6 de abril de 2002 e 24 de novembro de 2004 ;
- Ministro da Juventude, Desporto e Reabilitação — designação usada entre 24 de novembro de 2004 e 2 de dezembro de 2004;
- Cargo inexistente — entre 2 de dezembro de 2004 e 2 de abril de 2024;
- Ministro da Juventude e Modernização — designação usada entre 2 de abril de 2024 e 5 de junho de 2025
- Ministro da Cultura, Juventude e Desporto — designação usada desde 5 de junho de 2025

## Numeração
São contabilizados os períodos em que o ministro esteve no cargo ininterruptamente, não contando se este serve mais do que um mandato. Ministros que sirvam em períodos distintos são, obviamente, distinguidos numericamente.

## Lista
Legenda de cores
(para partidos políticos)
| Terceira República (1974–presente)       | |                   |                        |                        |         |                   |
| #                                        | Pasta da Juventude e do Desporto (Nascimento–Morte) | Retrato           | Início do mandato      | Fim do mandato         | Governo | Governo           |
| Governos Constitucionais (1976-Presente) | |                   |                        |                        |         |                   |
| –                                        | Serviços integrados no Ministério da Educação e Investigação Científica (ver: Lista de ministros da Educação de Portugal e Presidência do Conselho de Ministros)                  |                   | 19 de setembro de 1975 | 14 de setembro de 2000 | –       | –                 |
| #                                        | Ministério da Juventude e do Desporto (Nascimento–Morte) | Retrato           | Início do mandato      | Fim do mandato         | Governo |                   |
| 1                                        | Armando António Martins Vara (1954–) |                   | 14 de setembro de 2000 | 18 de dezembro de 2000 |         | XIV Guterres      |
| 2                                        | José Manuel Lello Ribeiro de Almeida (1944–2016) |                   | 18 de dezembro de 2000 | 6 de abril de 2002     |         | XIV Guterres      |
| #                                        | Pasta da Juventude e do Desporto (Nascimento–Morte) | Retrato           | Início do mandato      | Fim do mandato         | Governo | Governo           |
| –                                        | Serviços integrados na Presidência do Conselho de Ministros |                   | 6 de abril de 2002     | 24 de novembro de 2004 |         | XV Durão Barroso  |
| #                                        | Ministério da Juventude, Desporto e Reabilitação (Nascimento–Morte) | Retrato           | Início do mandato      | Fim do mandato         | Governo | Governo           |
| 3                                        | Henrique José Monteiro Chaves (1951–) |                   | 24 de novembro de 2004 | 2 de dezembro de 2004  |         | XVI Santana Lopes |
| #                                        | Pasta da Juventude e do Desporto (Nascimento–Morte) | Retrato           | Início do mandato      | Fim do mandato         | Governo | Governo           |
| –                                        | Serviços integrados no Ministério da Presidência (ver: Lista de ministros da Presidência de Portugal)                                                                             |                   | 2 de dezembro de 2004  | 26 de novembro de 2015 |         | XVI Santana Lopes |
| –                                        | Serviços integrados no Ministério da Presidência (ver: Lista de ministros da Presidência de Portugal)                                                                             | XVII Sócrates     | 2 de dezembro de 2004  | 26 de novembro de 2015 |         |                   |
| –                                        | Serviços integrados no Ministério da Presidência (ver: Lista de ministros da Presidência de Portugal)                                                                             | XVIII Sócrates    | 2 de dezembro de 2004  | 26 de novembro de 2015 |         |                   |
| –                                        | Serviços integrados no Ministério da Presidência (ver: Lista de ministros da Presidência de Portugal)                                                                             | XIX Passos Coelho | 2 de dezembro de 2004  | 26 de novembro de 2015 |         |                   |
| –                                        | Serviços integrados no Ministério da Presidência (ver: Lista de ministros da Presidência de Portugal)                                                                             | XX Passos Coelho  | 2 de dezembro de 2004  | 26 de novembro de 2015 |         |                   |
| –                                        | Serviços integrados no Ministério da Educação (ver: Lista de ministros da Educação de Portugal)                                                                                   |                   | 26 de novembro de 2015 | 30 de março de 2022    |         | XXI Costa         |
| –                                        | Serviços integrados no Ministério da Educação (ver: Lista de ministros da Educação de Portugal)                                                                                   | XXII Costa        | 26 de novembro de 2015 | 30 de março de 2022    |         |                   |
| –                                        | Serviços sobraçados pelo Ministro adjunto e dos Assuntos Parlamentares (ver: Lista de ministros adjuntos de Portugal e Lista de ministros dos Assuntos Parlamentares de Portugal) |                   | 30 de março de 2022    | 2 de abril de 2024     |         | XXIII Costa       |
| #                                        | Ministro da Juventude e Modernização (Nascimento–Morte) | Retrato           | Início do mandato      | Fim do mandato         | Governo | Governo           |
| 4                                        | Ana Margarida Balseiro de Sousa Lopes (1989–) |                   | 2 de abril de 2024     | 5 de junho de 2025     |         | XXIV Montenegro   |
| #                                        | Ministro da Cultura, Juventude e Desporto (Nascimento–Morte) | Retrato           | Início do mandato      | Fim do mandato         | Governo | Governo           |
| –                                        | Ana Margarida Balseiro de Sousa Lopes (continuação) (1989–) |                   | 5 de junho de 2025     | presente               |         | XXV Montenegro    |